# إسحاق آدم

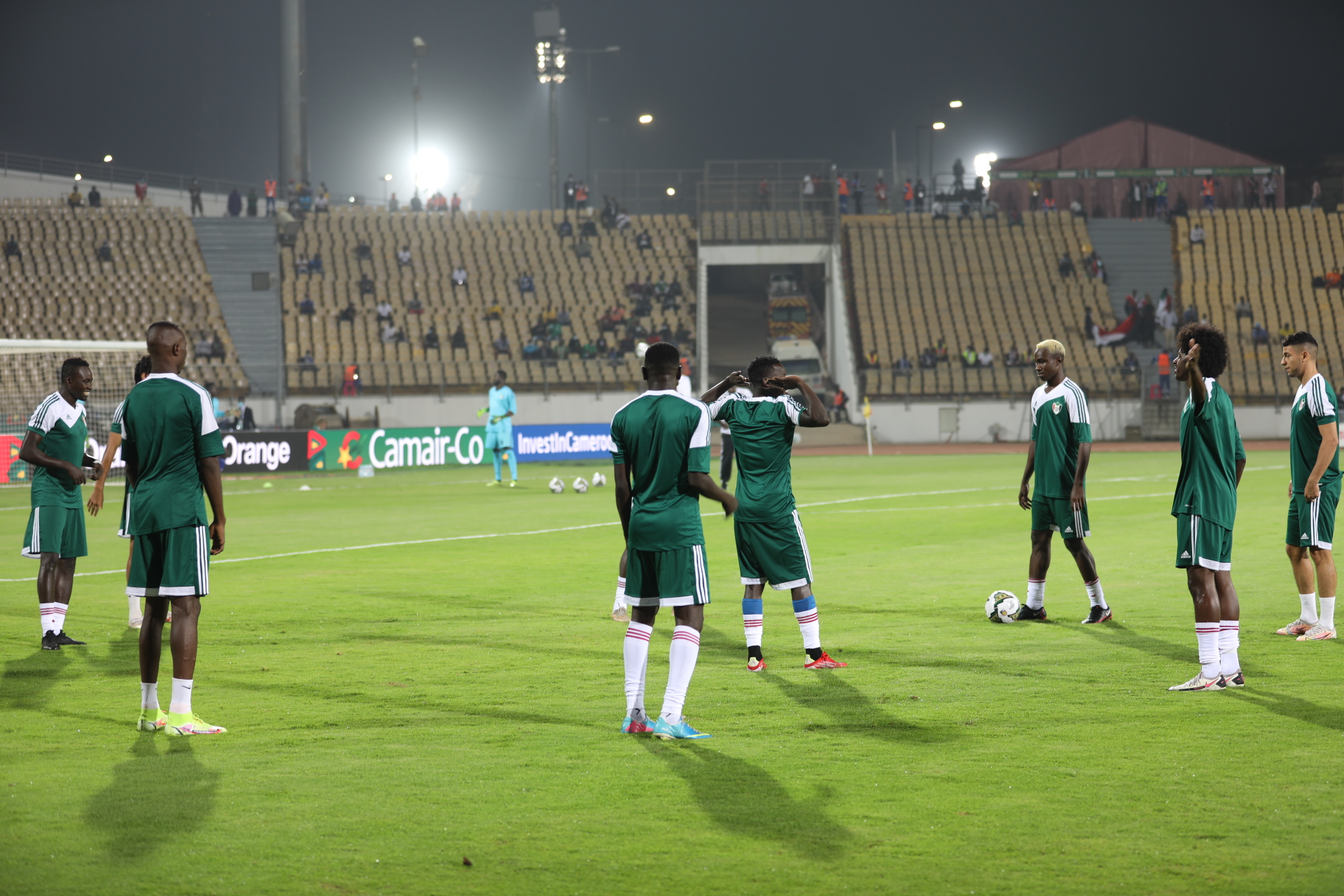
إحماء فريق السودان في المباراة ضد فريق مصر، ويظهر فيها إسحاق آدم.

عمر ابكرإسحاق آدم هو استاذ جامعي سوداني، ولد في 1992 في السودان.

## وصلات خارجية
- إسحاق آدم على موقع إي إس بي إن إف سي (الإنجليزية)
- إسحاق آدم على موقع قاعدة بيانات كرة القدم.إي يو (الإنجليزية)
- إسحاق آدم على موقع ناشيونال فوتبول تيمز (الإنجليزية)
- إسحاق آدم على موقع Soccerway.com (الإنجليزية)
- إسحاق آدم على موقع عالم كرة القدم.نت (الإنجليزية)